# Babe Siebert
Albert Charles „Babe“ Siebert (* 14. Januar 1904 in Plattsville, Ontario; † 25. August 1939) war ein kanadischer Eishockeyspieler, der von 1925 bis 1939 für die Montréal Canadiens, Montreal Maroons, New York Rangers und Boston Bruins in der National Hockey League spielte.

## Karriere
Siebert ist 1904 in Plattsville geboren, wuchs jedoch in Zurich (Ontario) auf. Er spielte zuerst in Kitchener und Niagara Falls.
In die NHL startete er mit den Montreal Maroons 1925 und gewann bereits in seiner ersten Saison den Stanley Cup. Zusammen mit Hooley Smith und Nels Stewart bildete er die S-Line, eine der besten Sturmreihen ihrer Zeit. Siebert wechselte 1932 zu den New York Rangers und gewann dort seinen zweiten Stanley Cup. Schon im Laufe der folgenden Saison ging sein Weg weiter zu den Boston Bruins. Auf Wunsch des neuen Trainers bei den Canadiens wurde Siebert 1936 gemeinsam mit Howie Morenz nach Montreal zurückgeholt. Nun auch schon über 30 Jahre alt wurde Siebert nun als Verteidiger eingesetzt und konnte in dieser Position die Hart Memorial Trophy gewinnen. Bis 1939 spielte er bei den Canadiens und sollte in der kommenden Saison als Trainer hinter die Bande wechseln. Noch vor Beginn der Saison 1939/40 starb Babe Siebert bei einem Badeunfall.
Zum dritten Mal in der NHL-Geschichte wurde ein All-Star Game veranlasst. Der Erlös ging an Sieberts Familie.
1964 wurde er mit der Aufnahme in die Hockey Hall of Fame geehrt.

## Erfolge und Auszeichnungen
- 1926 Stanley-Cup-Gewinn mit den Montreal Maroons
- 1933 Stanley-Cup-Gewinn mit den New York Rangers
- 1936 NHL First All-Star Team
- 1937 Hart Memorial Trophy
- 1937 NHL First All-Star Team
- 1938 NHL First All-Star Team